# Glen Flagler

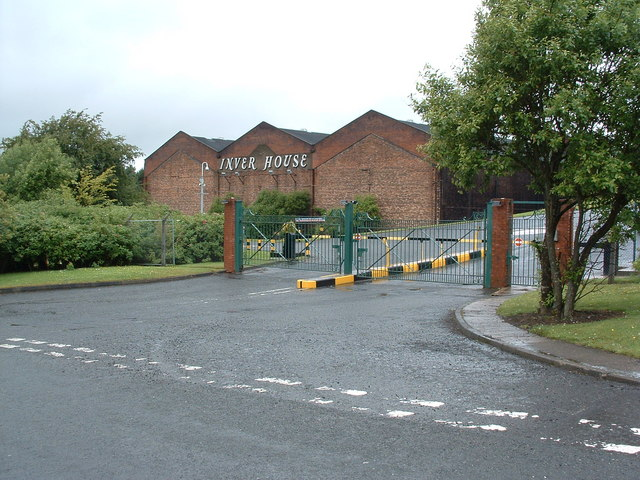
Ehemalige Glenflager-Destillerie, seit 1985 geschlossen. Jetzt Lagerhaus Inver House.

Glen Flagler war eine Whiskybrennerei im Moffat/Inver House-Brennereikomplex, Moffat, Airdrie, North Lanarkshire, Schottland, Großbritannien.

## Geschichte
Glen Flagler wurde 1964 durch den amerikanischen Konzern Publicker errichtet, der damals auch Inver House sein Eigen nannte. Unter dem Dach einer früheren Papiermühle befanden sich noch die Garnheath Grain-Destillerie und Killyloch. Ob Glen Flagler und Killyloch als eine Brennerei oder zwei unterschiedliche anzusehen sind, ist umstritten.
Glen Flagler selber bestand nur knappe 20 Jahre und ist damit eine der schottischen Destillerien mit der kürzesten Produktionszeit. Obwohl der Großteil der Produktion für die amerikanische Blend-Industrie bestimmt war, gab es in den 1960ern und 1970ern auch Single-Malt-Abfüllungen, welche inzwischen allesamt gesuchte Sammlerstücke sind. Als die Nachfrage nach „Blended Whisky“ in Amerika rückläufig war, entschloss sich Inver House dazu, die Destillerie 1985 zu schließen.

## Produktion
Das Wasser der zur Region Lowlands/Western Lowlands gehörenden Brennerei stammte, wie bei allen Destillerien des Brennereikomplexes, aus dem Lilly Loch. Das verwendete Malz stammte aus der eigenen Wanderhaufen-Mälzerei, welche 1978 an Associated British Malsters Ltd. verkauft wurde.